# Vendas Novas
Vendas Novas ('vẽdɐʃ 'nɔvɐʃ) è un comune portoghese di 11 619 abitanti situato nel distretto di Évora.

## Società

### Evoluzione demografica
| 1970 | 1981  | 1991  | 2001  | 2004  |
| 8587 | 10933 | 10476 | 11619 | 11957 |

## Freguesias
- Landeira
- Vendas Novas